# دار الأوبرا في روما

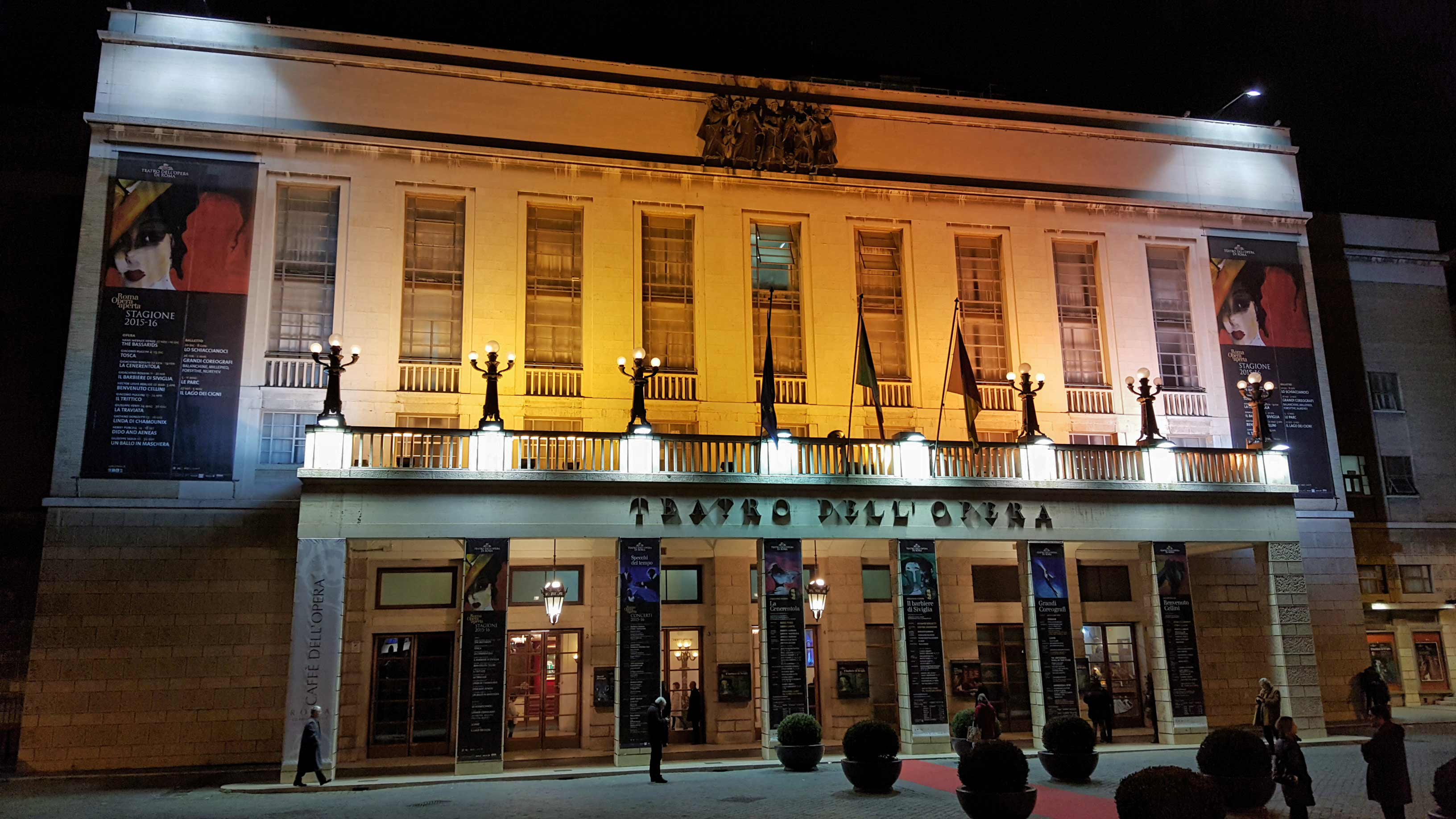
بيت الاوبرا في روما 2016

بيت الاوبرا روما (بالإنجليزية،Teatro dell’Opera di Roma) عام 1880 وقد تم تجديدها أكثر من مره، وهذا ما اكسبها تصميماً مذهلاً، سميت في البداية باسم «مسرح كوستانزي» ،يحتوي ,1600 مقعد، احتفل مسرح الاوبرا عبر التاريخ بحفلات وبعروض وانتاجات كبار الموسيقيين مثل موزات، وكان أول عرض باسم توسكا لبوشيني عرض هناك في اخر القرن الثامن عشر، ويعرضون حالياً (إضافةً للحفلات) لباس اواخر القرن الثامن عشر .
مسرح كابرانيكا هو دار الاوبرا السابق يقع في منطقة كولونا بنيت عام 1679 وكان العرض الأول فيه العديد من سلسلات الباروك، تم اغلاقه كمسرح عام 1881 والآن هو بمثابة مكان انعقاد المؤتمر والحدث.
دار الاوبرا روما هي دار للاوبرا الواقعة على ساحة بنيامينو جيجلي . 
افتتح بالاصل في نوڤمبر 1880 باسم مسرح كستانزي (Costanzi) وحوت على 2212 مقعد وشهدت العديد من التغييرات والتعديلات والتحسينات . بيت الابرا الحالي يحتوي على 1600 مقعد.
تياترو ديل كواترو – مسرح فونتانهو مسرح لبيت الاوبرا ايضاً على طريق ديلي كواترو فونتان.